# 查尔斯·道
查尔斯·亨利·道（英語：Charles Henry Dow，1851年11月6日—1902年12月4日）是美国的记者，他创建了道琼斯公司和“华尔街日报”。
道没有读完高中。他看到需要有一个记录纽约证券交易所活动的指数。他同时创立了道氏理论。